# Wasserregal
Wasserregal („Regal“ von lateinisch rex, regis „König“, im Sinne von „königliches Hoheitsrecht“) bezeichnet ein dem Staat oder Staatsoberhaupt zustehendes Hoheitsrecht bezüglich Wasser und seiner Nutzung.
Im Mittelalter wurde der Verkehr auf den Wasserstraßen mit hohen Zöllen belegt. Ferner gab es zahlreiche Vorschriften zur Nutzung von Wasser und zum Befahren von Flüssen und Kanälen. Diese Vorschriften sowie die Zahlungspflicht wurden als Wasserregal bezeichnet.
Das Wasserregal bestand als Zollrecht im Bereich der Flussschifffahrt und als Wassernutzungsrecht im Rahmen der Bergfreiheiten. Ein Beispiel für ein derartiges Wasserregal ist in dem Artikel Oberharzer Wasserregal näher erläutert.